# Arnau Martínez i Serinyà
Arnau Martínez i Serinyà (Barcelona, 14 d'abril de 1880 — Barcelona, 4 de novembre de 1910) fou un advocat, poeta i crític literari català. Com a advocat, va treballar amb Ildefons Sunyol i Casanovas. Defensor del sonet, va publicar poesia amb influències diverses. Mort jove, el seu únic llibre, Sonets (1910), es va editar pòstumament.